# Nikolaus Heilmann
Nikolaus Heilmann (* 20. April 1903 in Gundhelm, Kreis Schlüchtern; † 30. Januar 1945 nahe Zielenzig) war ein deutscher Offizier der Waffen-SS.

## Leben
Heilmann trat am 1. April 1925 der Schutzpolizei bei, wo er an einem Offizierslehrgang teilnahm und am 1. April 1929 zum Leutnant sowie am 1. April 1932 zum Oberleutnant befördert wurde. Nach Tätigkeiten als Zugführer und Adjutant diente er schließlich als Taktiklehrer an der Polizei-Offizierschule in Köpenick.
Der SS trat er zum 1. Mai 1939 im Range eines SS-Hauptsturmführers bei (SS-Nummer 327.324) und diente dort bei einer Reserveeinheit des SS-Oberabschnitt Ost. Im Oktober desselben Jahres kam er als Regimentsadjutant zum Polizei-Schützen-Regiment 3, mit welchem er am Westfeldzug teilnahm und mit dem Eisernen Kreuzes II. Klasse ausgezeichnet wurde. Ab dem 11. April 1940 fungierte Heilmann schließlich als Ia der SS-Polizei-Division und wurde zum 20. April 1941 zeitgleich zum Major der Schutzpolizei sowie zum SS-Sturmbannführer befördert. Im September des Jahres wurde er mit der I. Klasse des Eisernen Kreuzes ausgezeichnet. Nach Abwesenheit aufgrund einer Krankheit kehrte Heilmann am 30. Januar 1942 als Ia zur Division zurück, nachdem er zum 5. Januar 1942 zum Oberstleutnant der Schutzpolizei und zum SS-Obersturmbannführer befördert wurde.
Während seines Dienstes als Ia kommandierte er auch vertretungsweise das Polizei-Schützen-Regiment 1, für dessen Führung er am 3. August 1942 das Deutsche Kreuz in Gold erhielt. Von Juni bis August 1943 war er der Division „Das Reich“ zugeteilt, wobei er am 21. Juni zum SS-Standartenführer befördert wurde. Anschließend wurde er zum Chef des Stabes des neu aufgestellten IV. SS-Panzerkorps ernannt und behielt diesen Posten auch, nachdem die Aufstellung abgebrochen wurde und der Stab zur Aufstellung des VI. SS-Armeekorps verwendet wurde. Zum 11. Februar 1944 wurde er zum SS-Oberführer befördert und übernahm kurze Zeit später die Führung der 15. Waffen-Grenadier-Division der SS, als Nachfolger von Carl Friedrich von Pückler-Burghauss. Für die Leistungen der Division wurde er am 23. August 1944 mit dem Ritterkreuz des Eisernen Kreuzes dekoriert, nachdem es ihr gelungen war, russische Durchbruchsversuche am nördlichen Flügel der 16. Armee abzuwehren. Nach diesen Kämpfen war die Division jedoch, nicht zuletzt auch aufgrund seines rücksichtslosen Führungsstils, nicht mehr einsatzbereit.
Am 21. Juli 1944 gab Heilmann die Führung der Divisionsreste an Herbert von Obwurzer ab und wechselte in die Reserve.
Am 29. Januar 1945 begab sich Heilmann zusammen mit seinem Ordonnanzoffizier und Fahrer auf die Suche nach dem Stab des V. SS-Freiwilligen-Gebirgskorps, wobei sie in der Nähe des Truppenübungsplatzes Wandern auf Soldaten der Roten Armee stießen. Während der Fahrer entkommen konnte, gelten Heilmann und sein Ordonnanzoffizier seit dem 30. Januar 1945 als vermisst. Nachträglich wurde er noch zum SS-Brigadeführer und Generalmajor der Waffen-SS ernannt.

## Auszeichnungen
- Ritterkreuz des Eisernen Kreuzes am 23. August 1944
- Deutsches Kreuz in Gold am 3. August 1942
- Eisernes Kreuz (1939) II. und I. Klasse am 27. Juni 1940 und 9. September 1941
- Medaille Winterschlacht im Osten 1941/42 am 18. August 1942
- Polizei-Dienstauszeichnung (1938) 3. Stufe